# Metro Station
Metro Station es una banda de pop procedente de Los Ángeles, California, fichada por Columbia Records.

## Historia

### Inicios
Trace Cyrus y Mason Musso se conocieron en 2006, en la serie de Disney Channel Hannah Montana, ya que el hermano de Mason (Mitchel Musso) y la medio hermana de Trace (Miley Cyrus) actúan juntos.
Compartieron intereses musicales y decidieron formar una banda. Poco después, Cyrus contrato a Blake Healy de Synthetic Joy para los teclados y los sintetizadores. Trace siguió siendo el cantante principal, guitarrista y a veces bajista junto a Mason. Lanzaron el sencillo Seventeen Forever, en su MySpace. La pista llamó la atención del baterista Anthony Improgo, que pronto se añadió a la banda. Su popularidad en MySpace creció y encabezaron las listas de las bandas en Myspace sin sello discográfico. Un ¿A&R? en Columbia Records, filial de Sony/BMG, y como parte del Ealking Eye Program descubrió a la banda en las listas de MySpaceMusic, fichándoles poco después.
La revista de música Alternative Press de julio de 2007, anunció a Metro Station como una de las "22 Mejores Bandas Underground", status que ya no conservan.

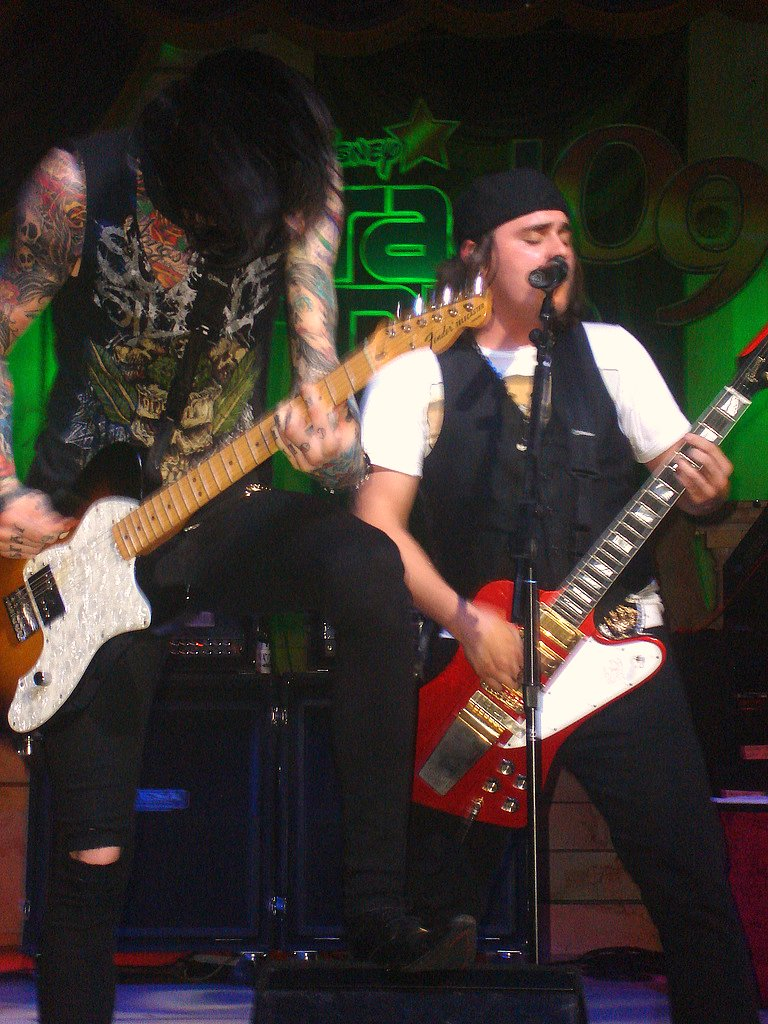
Trace Cyrus y Mason Musso.

En septiembre de 2007 Metro Station publicaron su primer álbum. Ya se habían extraído dos singles del disco, Kelsey y Control
Aunque ninguno de los sencillos consiguió colarse en las listas la salida del álbum aumentó su popularidad a medida que también crecían las ventas. No fue hasta mediados del 2008 con la salida de Shake It cuando la banda logró alzarse en los circuitos comerciales, llegando al Top 10 en Estados Unidos. El tema alcanzó el n.º 3 en Hot Digital Songs, n.º 9 en el Pop 100, n.º 10 en el Billboard Hot 100 y el n.º 20 en Hot Dance Airplay, y también ocupó un lugar en la lista de los 115 singles más vendidos de la historia. El éxito del sencillo también arrastró al disco y sus ventas, escalando hasta el puesto 48 del Billboard 200 nueve meses después, n.º 1 de Top Electronic Albums y n.º 2 en el Top Heatseekers.
Muchísimas revistas y medios la consideraron "una banda digna de envidiar" ya que el éxito que ellos consiguieron en menos de dos años, muchas bandas históricas lo hubiesen deseado.
La banda ha "girado" con numerosos grupos como We The Kings, Boys Like Girls, Cobra Starship y Good Charlotte. En el verano, Metro Station ha formado parte como invitados del Soundtrack of Your Summer Tour 2008, junto a The Maine, gira que también incluía como cabeza de cartel a Boys like Girls y Good Charlotte. Metro Station también han actuado como banda invitada de grupos como Simple Plan.

### Posible nuevo álbum
Metro Station afirmó que lanzarían a la venta un nuevo álbum titulado All Is Mine; en mayo del 2010. También afirmaron que el 17 de noviembre debutaría el primer sencillo llamado What I Feel Now. Metro Station dijo que la voz de Miley Cyrus (la hermana de Trace Cyrus y estrella del pop y de la TV del programa "Hannah Montana") participaría en los coros de algunas canciones, incluyendo What I Feel Now.
La banda grabó una nueva versión del vídeo Kelsey, que se posicionó número 4 en iTunes. Después de todos los rumores, Mason Musso, el cantante principal de Metro Station soltó en una entrevista australiana quién era Kelsey. Musso dijo: "Escribí esa canción para mi exnovia, Chelsea Kay. En principios la canción no iba a ser parte de la banda ya que es una canción un tanto personal para mí, pero Blake y Trace lograron convencerme con una condición, que fue cambiar el nombre de Chelsea a Kelsey."
El disco jamás se lanzó debido a los problemas entre Trace y Mason que llevarían a la separación temporal de la banda.

### Separación
En marzo de 2010 Trace Cyrus hizo oficial la disolución de la banda para enfocarse en otros proyectos, no solo para ganar su propio dinero, también para estar más tiempo con su familia.

### Vuelta
Después de un periodo separados, la banda ha decidido volver, esta vez como trío, desvinculándose así de Trace Cyrus, su vuelta fue anunciada el 31 de mayo del año 2011 en Twitter.
Luego Mason Musso publicó una nueva canción, llamada "Ain't So High", bajo en nombre de Metro Station en su nuevo Canal de YouTube. Y el 25 de septiembre Mason publicó una nueva canción en su nuevo canal de YouTube titulada " Closer And Closer", nuevamente bajo el nombre de Metro Station. El 20 de noviembre la banda se presentó en la alfombra roja de los American Music Awards. El 8 de diciembre dio un concierto gratuito en CITYWALK, LA.

## Miembros
- Mason Musso – voz, guitarra rítmica (2006 - actualidad)
- Cary White – batería, percusión (2011 - actualidad)
- Austin Sands - teclados, guitarra principal (2011 - actualidad)
- Trace Cyrus – voz, guitarra principal, bajo coros (2006 - actualidad)

Miembros pasados
- Anthony Improgo – batería, percusión (2006 - 2009)

## Discografía

### Álbumes de estudio
- Metro Station (2007)
- All Is Mine (Supuestamente iba a ser publicado a finales del 2010)
- Savior (2015)

### EP
- The Questions We Ask At Night (Lanzado de forma independiente) (2006)
- Kelsey - EP (2009)
- Middle Of The Night EP (2013)
- Gold EP (2014)

## Premios
- Australian Kids Choice Awards 2008 - Canción Favorita - Shake It (Ganado)
- MTV European Music Awards 2009 - Mejor Push Band - Metro Station (Perdido)
- Premios Kerrang 2009!  - Mejor Artista Nuevo Americano - Metro Station (Ganado)